# Guy Hernandez
Pour les articles homonymes, voir Hernandez.
Guy Hernandez, né le 29 novembre 1927 à Casablanca et mort le 22 octobre 2020 à Annecy, est un plongeur français.

## Biographie
Guy Hernandez est médaillé d'argent en tremplin à 3 mètres aux Championnats d'Europe 1950 à Vienne, après avoir terminé 20e du tremplin à 3 mètres ainsi que du haut-vol à 10 mètres aux Jeux olympiques d'été de 1948 à Londres. Plusieurs fois champion de France, du Maroc et de l'Afrique du Nord.

## Liens externes

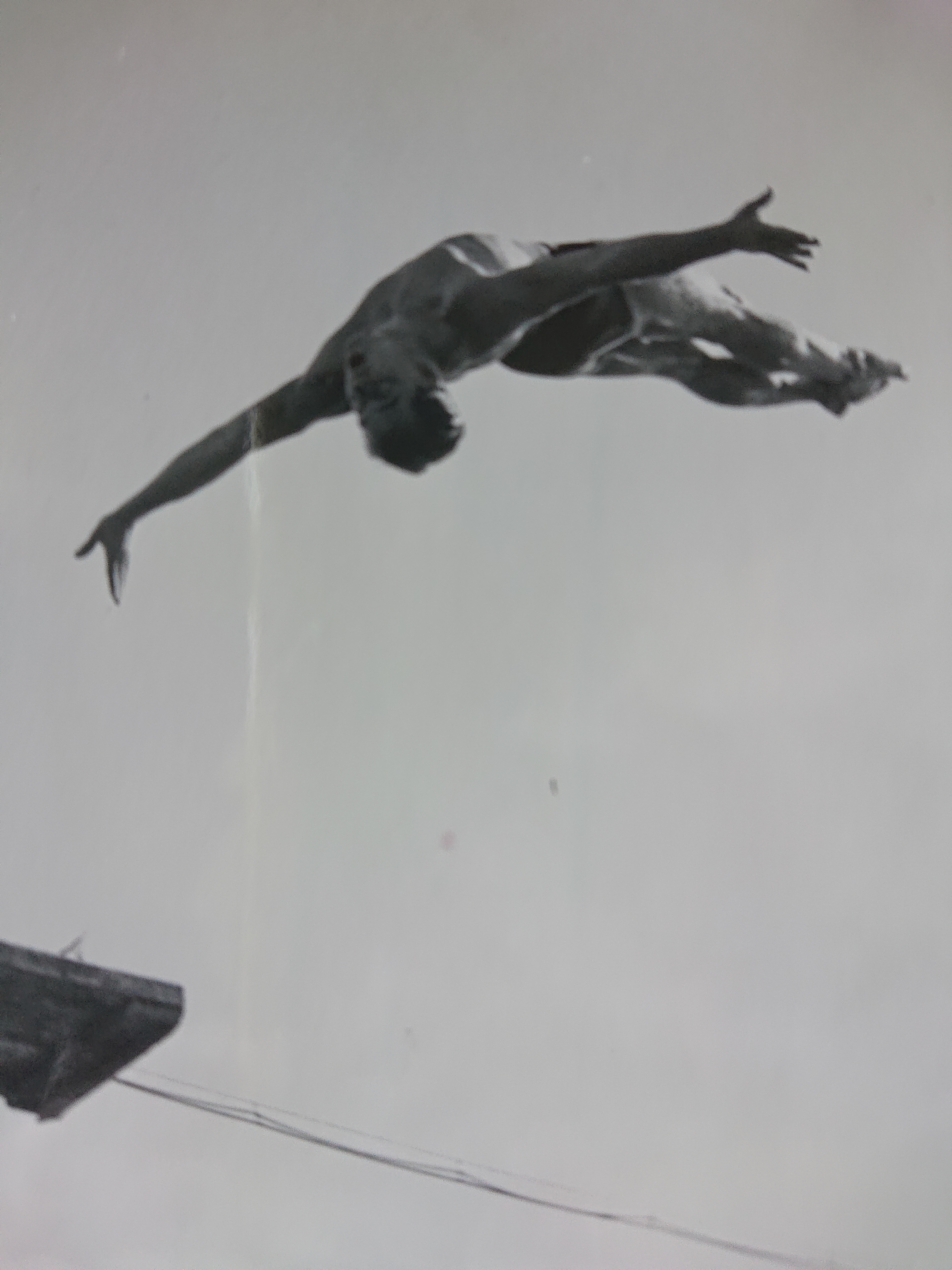